# 岩出バイパス

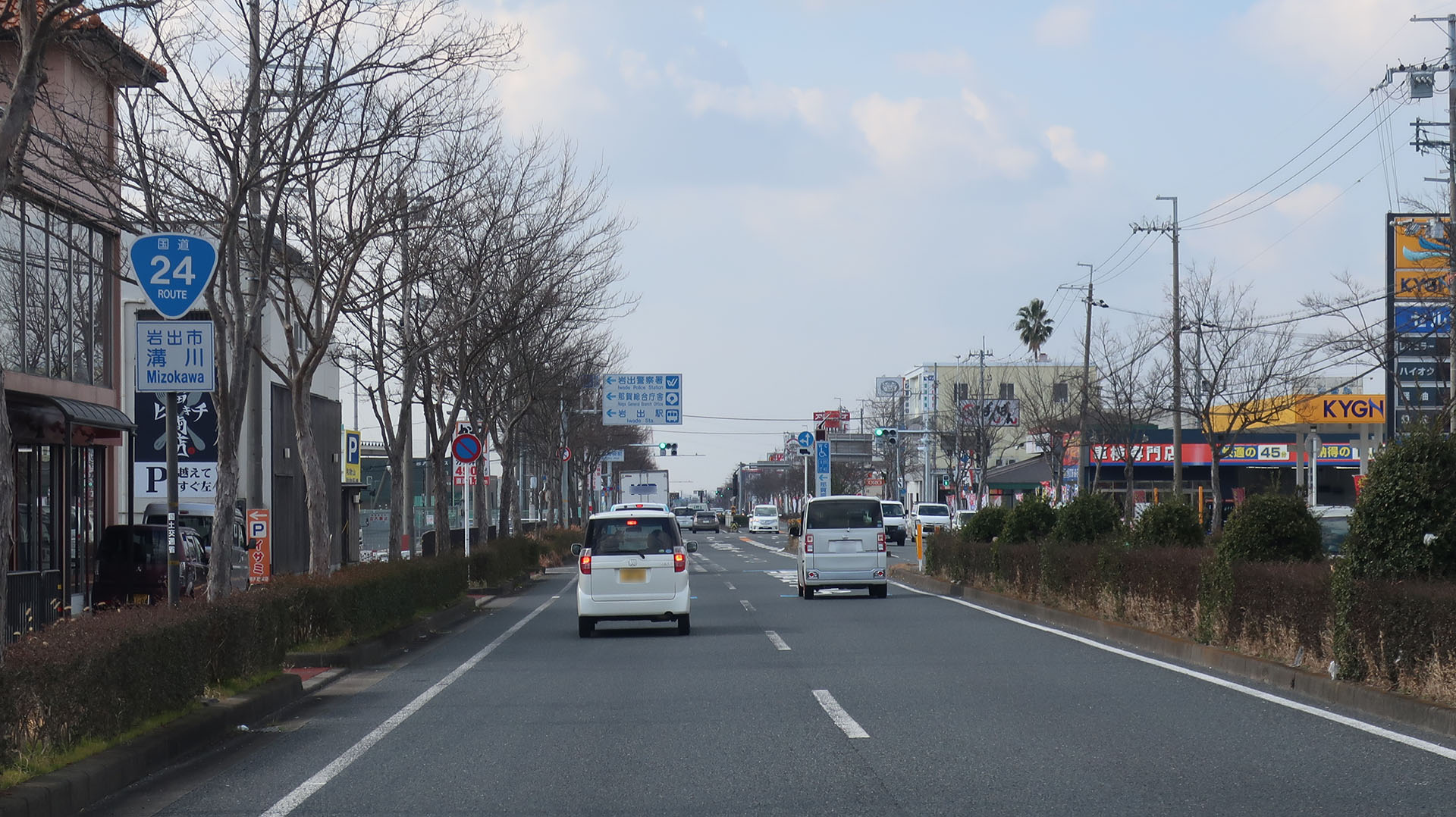
岩出バイパス
和歌山県岩出市溝川

岩出バイパス（いわでバイパス）は、和歌山県の紀の川市から岩出市に至る、全長6.5kmの国道24号バイパスである。終点で和歌山バイパスと直線接続しているため、便宜上これらを一つのバイパスとして扱うことが多い。

## 概要
- 起点：和歌山県紀の川市黒土（黒土交差点）
- 終点：和歌山県岩出市中迫（備前交差点）
- 全長：6.5km
- 規格：
- 道路幅員
  - 一般部：
  - 橋梁部：
- 車線数：4車線
- 車線幅員：
- 設計速度：

## 沿革
- 1967年（昭和42年）：事業化。
- 1977年（昭和52年）：暫定2車線で供用開始。
- 1988年（昭和63年）2月17日：4車線供用開始。

## 主な接続道路
- 和歌山県道14号和歌山打田線（黒土交差点）
- 国道424号（烏子川橋東詰交差点）
- 大阪府道・和歌山県道62号泉佐野打田線（烏子川橋東詰交差点）
- 国道24号和歌山バイパス（備前交差点）
- 大阪府道・和歌山県道63号泉佐野岩出線（備前交差点）